# Madame Nhu
Tran Le Xuan (Hanoi, 15 april 1924 - Rome, 24 april 2011), beter bekend als Madame Nhu, was de vrouw van Ngo Dinh Nhu, de broer van de Zuid-Vietnamese president Ngo Dinh Diem.
Madame Nhu verwierf bekendheid als de onofficiële 'first lady' van Zuid-Vietnam; zij kon die rol spelen, omdat haar zwager Ngo Dinh Diem vrijgezel was.

## Levensloop
Tran Le Xuan werd geboren in 1924 in een rijk gezin met goede politieke connecties. Zo zat haar grootvader van vaderszijde in het Franse koloniale bestuur en was haar moeder de kleindochter van de vroegere keizer Dong Khanh, waarvan de toenmalige keizer Bảo Đại een neef was.

Thuis werd Frans gesproken en zij heeft nooit behoorlijk Vietnamees leren schrijven. Ze hield van pianospelen en van ballet; ze heeft zelfs eens solo gedanst in het Nationale Theater in Hanoi. Ze werd naar het prestigieuze Franse Lycée Albert Sarraut gestuurd, maar ze was een middelmatige leerling en heeft de opleiding nooit afgemaakt. Haar moeder probeerde haar uit te huwelijken aan mannen die soms wel twee keer zo oud waren als zij. In 1943 trouwde ze dan toch met Ngo Dinh Nhu en bekeerde zicht tot het katholicisme, de godsdienst van haar echtgenoot. In totaal kreeg zij met hem vier kinderen.
Na een opstand van de Vietminh in december 1946, werd haar zwager Ngo Dinh Khoi levend begraven en Ngo Dinh Nhu en een andere broer, Ngo Dinh Can, moesten vluchten. Madame Nhu, haar schoonmoeder en haar oudste dochter, toen nog een baby, werden gevangengenomen. Omdat de Vietminh dacht dat zij met het koloniale regime communiceerde via haar piano, bliezen zij die op. Zij werd vier maanden lang verbannen naar een afgelegen dorp, waar zij van twee kommetjes rijst per dag moest leven. De Fransen ontsloegen haar man bij de Nationale Bibliotheek vanwege haar zwager Ngo Dinh Diems nationalistische activiteiten. Ngo Dinh Nhu verhuisde naar het zuidelijk gelegen Da Lat, waar hij comfortabel leefde met zijn gezin als krantenredacteur; er werden nog drie kinderen geboren.
In 1955, na de scheiding van Vietnam in een communistisch noorden en een kapitalistisch zuiden, bracht haar zwager Diem het tot president van Zuid-Vietnam, na frauduleuze verkiezingen. Omdat Diem vrijgezel was, bevond ook Madame Nhu zich weer in het centrum van de macht en wel als een onofficiële first lady. Vanwege haar elegantie en haar scherpe tong was zij in de jaren 1955-1963 een internationale mediapersoonlijkheid met de bijnaam 'Dragon Lady'; als katholieke bekeerlinge maakte zij openlijk ruzie met haar boeddhistische familie, probeerde het boeddhisme te bestrijden in haar nog altijd overwegend boeddhistische land en stimuleerde katholieke zedelijkheidswetgeving; tegelijk was zij zelf in opspraak vanwege wijdverbreide roddels over haar zedelijke gehalte; haar soms gewaagde decolletés waren hier mede debet aan. Amerikaanse 'liberals' bestempelde zij als 'erger dan communisten' en boeddhistische monniken als 'hooligans in jurken'. Een publieke zelfverbranding als protestdaad van een boeddhistische monnik in juni 1963 deed zij af als een 'barbecue, waar de gasolie nog voor geïmporteerd moest worden ook'.
Madame Nhu heeft stellig bijgedragen aan het slechte imago van het Zuid-Vietnamese regime, waarvoor de Amerikanen een rol zagen als dam tegen het communisme in Zuidoost-Azië. Dit leidde tot stilzwijgende steun van de Amerikaanse regering aan een staatsgreep, die hopelijk tot iets beters zou leiden.

Aan haar publieke rol kwam abrupt een einde op 1 november 1963, toen haar man en haar zwager de president bij die staatsgreep vermoord werden. Op dat moment was zij in Californië met haar oudste dochter. Ze verliet Amerika onmiddellijk; 'met Amerikaanse vrienden heb je geen vijanden meer nodig', concludeerde ze. Ze voorspelde dat de moeilijkheden voor Amerika in Vietnam nog maar net begonnen waren. Zij trok zich terug in Rome en heeft van de staatsgreep en de moorden altijd de Amerikanen de schuld gegeven. In april 2011 overleed ze in Rome op 87-jarige leeftijd.